# Ermida de São Rafael (Vidigueira)
A Ermida de São Rafael é um monumento religioso na vila da Vidigueira, na região do Alentejo, em Portugal.

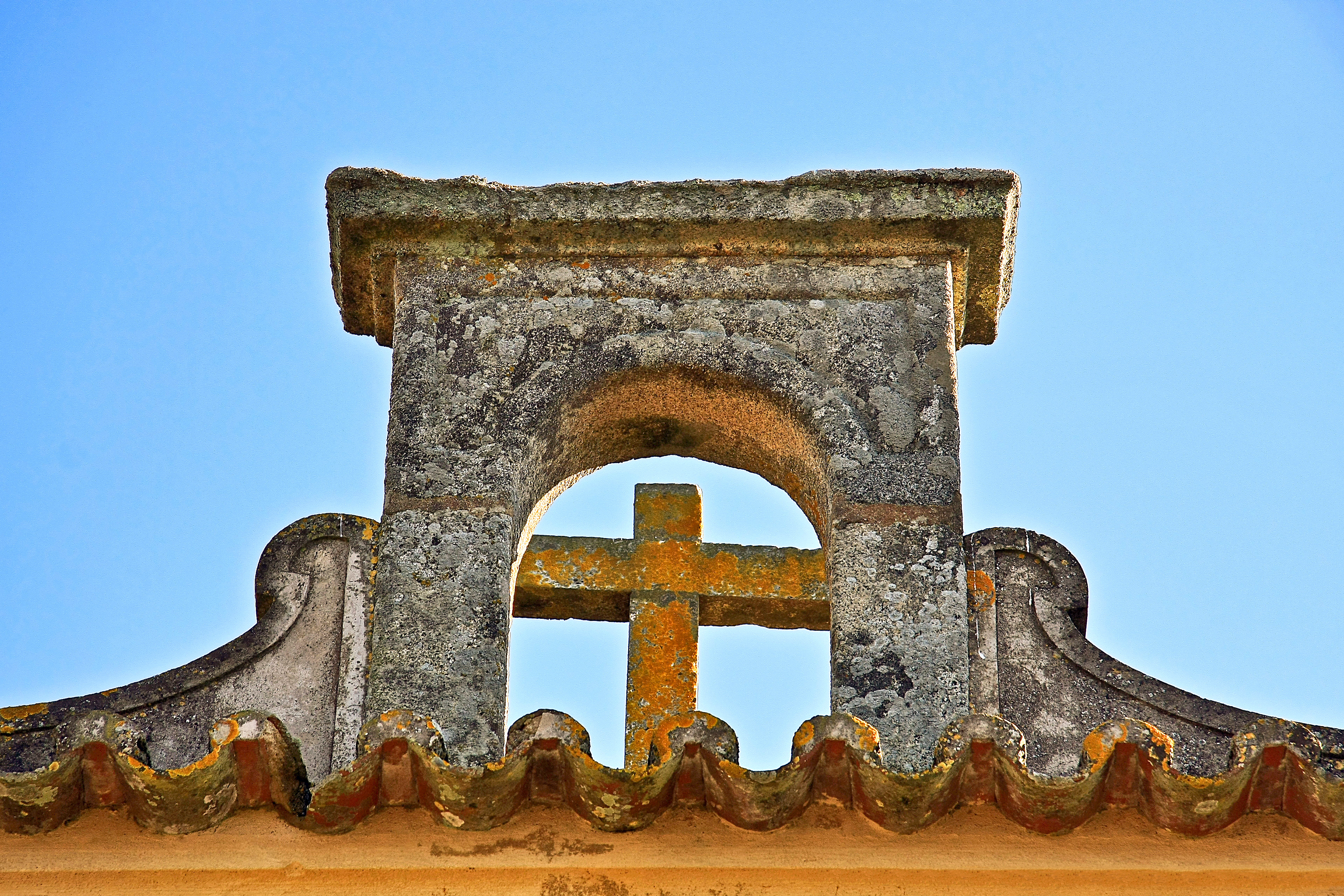
Pormenor do campanário.

## Descrição e história
No edifício são de especial interesse os cunhais em pilastras, que terminam em pináculos de forma piramidal, a cobertura em cúpula, e o portal em verga recta de configuração adintelada. A ermida é considerada como um destacado exemplo de um modelo regional de corrente maneirista.
A ermida foi provavelmente construída nos inícios do século XVII, tendo sido edificada, segundo um letreiro, para albergar uma imagem que Vasco da Gama tinha trazido consigo na sua viagem até à Índia. No século XIX foi profanada, tendo chegado a um avançado estado de ruína.
Foi alvo de obras de restauro por parte da Câmara Municipal em 1912 e 1942, e em 1965 foi entronizada a imagem do padroeiro no altar. Na década de 1980 foram feitos trabalhos de restauro no interior. Em Agosto de 2020, foi alvo de trabalhos de limpeza e conservação por parte de um grupo de jovens do concelho, no âmbito do Programa Municipal de Ocupação Jovem. Em Junho de 2021, a imprensa regional noticiou que a autarquia da Vidigueira estava a realizar obras na ermida, que incidiram sobre a cobertura, as caixilharias a porta e as janelas, tendo sido igualmente feita a pintura. Esta intervenção foi feita no âmbito do «plano de recuperação e reabilitação do vasto e importante património religioso existente no concelho», e incluiu igualmente a recuperação da Ermida de São Pedro.